# Томаш Штітний
Томаш Штітний (чеськ. Tomáš Štítný, *1333 —†1409) — чеський письменник, богослов та перекладач.

## Життєпис
Походив зі шляхетського роду Штітних. Про його молоді роки немає відомостей. У 1348 році став одним з перших студентів Карлового університету у Празі. В подальшому займався переважно філософськими, гуманістичними питаннями. Не намагався обіймати державні посади. Помер приблизно у 1409 році у Празі.

## Творчість
Томаш Штітний у своїх теологічних і дидактичних творах проголошував ідеї ранньої Реформації. Серед них виділяється збірка «Книжки про справи християнські», що складається з 6 трактатів.
Крім проблем богословсько-філософських (наприклад, у трактаті «Про віру, надію і любов»), Штітний розглядає і моральні питання, формуючи своєрідні настанови з питань практичної моральності (міркування «Про стани трьох: дівчачий, овдовілому і подружній» та «Про хазяїні, господині і слугах»).
Своє розуміння християнських заповідей Штітний намагався застосувати до справ житейських, зробити їх доступними для народу. Він вперше знайшов живі народні еквіваленти для складних філософських і теологічних понять, збагативши чеську мову.